# James Goldman
James Goldman (30. června 1927, Chicago, Illinois – 28. října 1998, New York) byl americký prozaik, dramatik a scenárista, bratr spisovatele a scenáristy Williama Goldmana.

## Život
Pocházel z židovské rodiny a dětství prožil v Highland Parku. Když mu bylo devatenáct let, vzal si jeho otec, neúspěšný podnikatel v zásilkovém obchodě. život. Po získání vysokoškolského vzdělání na Chicagské univerzitě sloužil v armádě. Později navštěvoval Kolumbijskou univerzitu v New Yorku, kde studoval hudební vědu, ale nakonec se rozhodl, že jeho kariérou bude psaní.
Proslavil se divadelní hrou Lev v zimě (1966, The Lion in Winter), kterou následně zpracoval na filmový scénář pro stejnojmenný film z roku 1968, za který obdržel Zlatý glóbus za nejlepší scénář a Oscara za nejlepší adaptovaný scénář.
Byl dvakrát ženat. Poprvé v letech 1962 až 1972 s Marií McKeon (manželství skončilo rozvodem), se kterou měl dvě děti, Matthewa a Julii, a podruhé s Barbarovou Derenovou (od roku 1975).
Zemřel nečekaně 28. října roku 1998 na infarkt myokardu..

## Výběrová bibliografie

### Divadelní hry
- Blood, Sweat and Stanley Poole (1961, Krev, pot a Stanley Poole), divadelní hra z vojenského prostředí napsaná společně s bratrem Williamem Goldmanem.
- They Might Be Giants (1961, Mohli by být obry), mysteriozní komedie.
- A Family Affair (1962, Rodinná aféra), muzikál, společně s Williamame Goldmanem, hudba John Kander.
- The Man Who Owned Chicago (1963, Muž, který vlastnil Chicago), muzikál, společně s Jamesem Goldmanem, hudba John Kander.
- The Lion in Winter (1966, Lev v zimě), autorova nejznámější hra zachycující osobní a politické konflikty anglického krále Jindřicha II., jeho manželky Eleonory Akvitánské a jejich dětí a hostů během Vánoc roku 1183 na hradě Chinon v Anjou.
- Follies (1971, Pošetilosti), muzikál, společně se Stephenem Sondheimem, který je také autorem hudby.
- Oliver Twist (1982), divadelní adaptace stejnojmenného románu anglického spisovatele Charlese Dickense.
- Anna Karenina (1985), divadelní adaptace stejnojmenného románu ruského spisovatele Lva Nikolajeviše Tolstého.
- Anastasia: The Mystery of Anna (1986, Anastázie: Tajemství Anny), příběh ženy, která tvrdí, že je Anastázií, nejmladší dcerou ruského cara Mikuláše II., která přežila vyvraždění carské rodiny bolševiky,
- Tolstoy (1996, Tolstoj), hra se zabývá vztahem ruského spisovatele Lva Nikolajeviče Tolstého a jeho manželky Sofie během posledních týdnů jeho života v roce 1910.

### Romány
- Waldorf (1965), parodický špionážní román.
- The Man From Greek and Roman (1974), kriminální příběh.
- Myself as Witness (1979), historický román z doby panování anglického krále Jana, syna Jindřicha II.
- Fulton County (1989), román odehrávající se na maloměstě, do kterého přijede striptýzová show.

### Filmové scénáře
- Evening Primrose (1966), americký televizní muzikál, režie Paul Bogart, v hlavní roli Anthony Perkins.
- The Lion in Winter (1968, Lev v zimě), britský film, režie Anthony Harvey, v hlavních rolích Peter O'Toole, Katharine Hepburnová, Anthony Hopkins, John Castle a Timothy Dalton, Oscar za nejlepší adaptovaný scénář.
- They Might Be Giants (1971, Mohli by být obry), americká mysteriozní filmová komedie, režie Anthony Harvey. v hlavních rolích George C. Scott a Joanne Woodwardová.
- Nicholas and Alexandra (1971, Mikuláě a Alexandra), spoluautor, britské filmové drama o osudech posledního ruského cara Mikuláše II. a jeho rodiny, režie Franklin J. Schaffner.
- Robin and Marian (1976, Robin a Mariana), britsko-americký historický film (zpracování příběhů Robina Hooda), režie Richard Lester, v hlavních rolích Sean Connery a Audrey Hepburnová.
- Oliver Twist (1982), britsko-americký televizní film, adaptace stejnojmenného románu anglického spisovatele Charlese Dickense, režie Clive Donner.
- Anna Karenina (1985), americký televizní film, adaptace stejnojmenného románu ruského spisovatele Lva Nikolajeviče Tolstého, režie Simon Langton, v titulní roli Jacqueline Bissetová.
- White Nights (1985, Bílé noci). americké filmové drama, režie Taylor Hackford.
- Cyber Bandits (1995), americký sci-fi film, režie Erik Fleming.
- The Lion in Winter (2003, Lev v zimě), televizní remake filmu z roku 1968, režie Andrej Končalovskij, v roli anglického krále Jindřicha II. Patrick Stewart.[6]

## Česká vydání
- Lev v zimě, Praha: DILIA 1988, přeložil Ota Ornest.